# 奧奈達湖

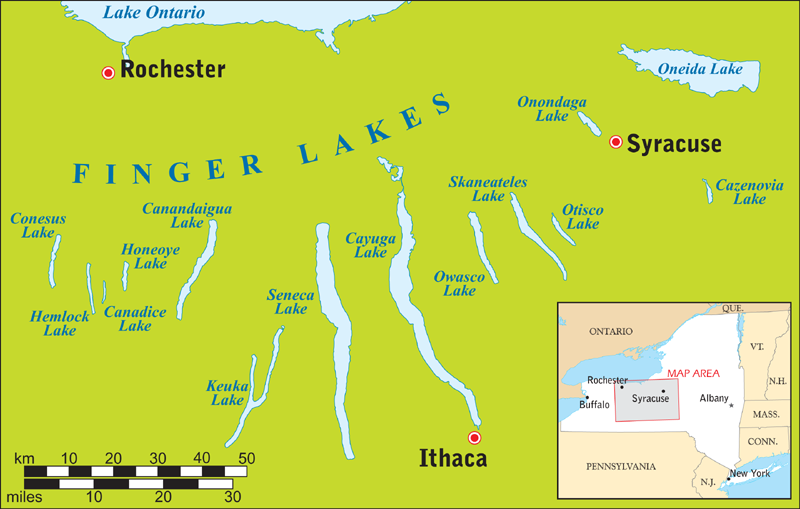
奧奈達湖 （右上方）

奧奈達湖（英語：Oneida Lake）是完全位於美国纽约州內面積最大的湖泊。以奧奈達族命名。
面積206.68平方（79.80平方英里），長33（21英里），闊8.7（5.4英里），平均水深6.4（21英尺），湖岸長89（55英里）。雖然經常被形容為「拇指」，但並不是五指湖的一部份。
地質上是古易洛魁湖的殘跡。